# Родизонат натрия
Родизонат натрия — химическое соединение,
соль натрия и родизоновой кислоты с формулой Na2C6O6,
чёрные или серые кристаллы,
растворяется в воде.

## Физические свойства
Родизонат натрия образует чёрные или серые кристаллы.
Растворяется в воде,
не растворяется в этаноле, диэтиловом эфире.

## Применение
- Реагент для обнаружения бария, стронция, свинца.